# Olgierd Grzymałowski
Olgierd Bohdan Grzymałowski, ps. Foka, Luś (ur. 11 września?/23 września 1899 w Odessie, zm. w kwietniu 1940 w Charkowie) – polski harcerz, harcmistrz, inżynier rolnik, porucznik saperów rezerwy Wojska Polskiego, ofiara zbrodni katyńskiej.

## Życiorys

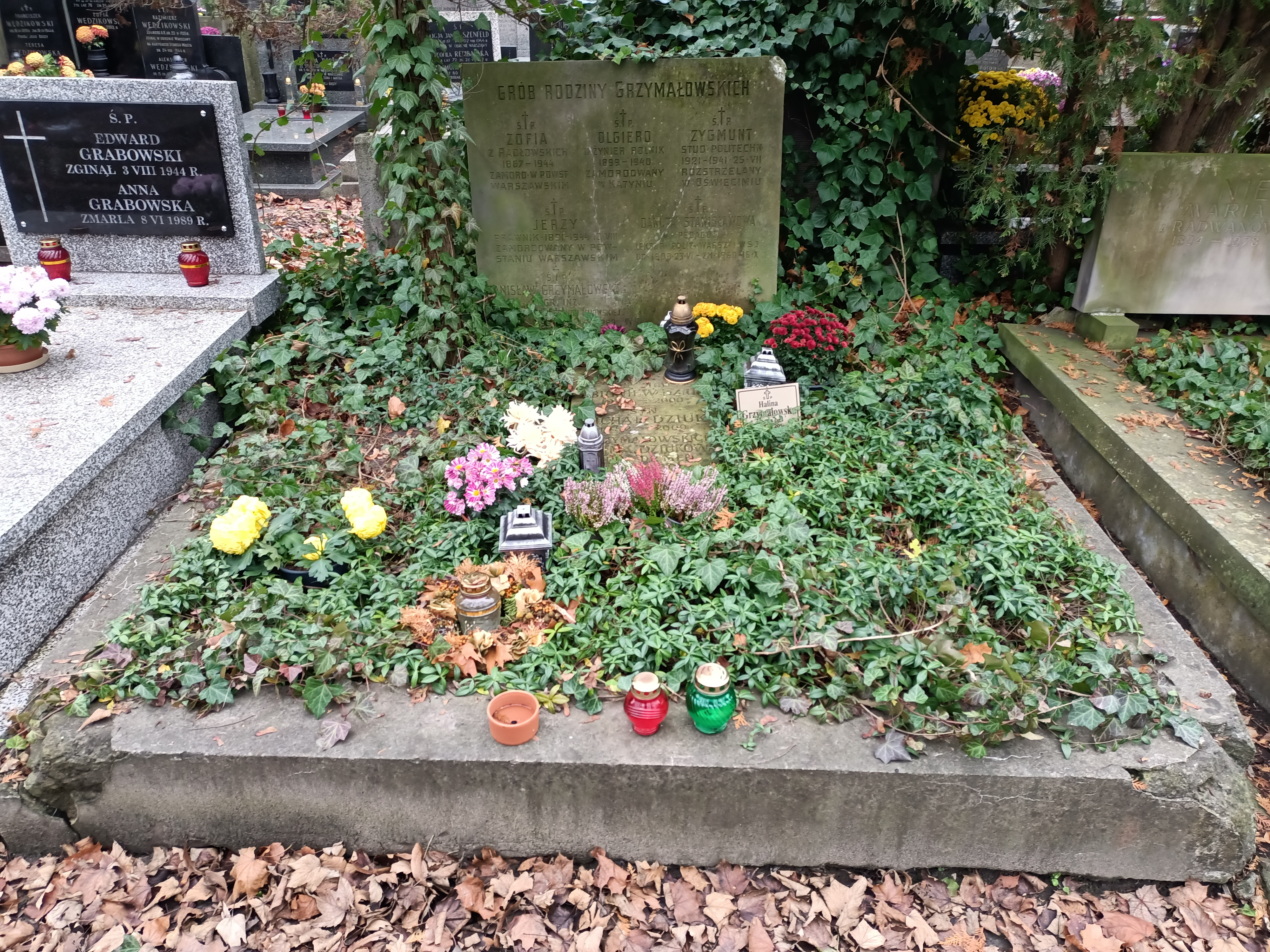
Nagrobek Olgierda Grzymałowskiego na cmentarzu Powązkowskim w Warszawie

Urodził się w rodzinie Eliasza Grzymałowskiego h. Grzymała i Zofii z Radłowskich (która zginęła w powstaniu warszawskim). Miał dwóch starszych braci: Jerzego, zamordowanego przez własowców w czasie powstania warszawskiego, i Stanisława. Uczęszczał początkowo do szkoły realnej w Odessie, po śmierci ojca i przeniesieniu się rodziny do Kijowa, od 1912 roku kontynuował naukę w tamtejszym Gimnazjum Prywatnym Naumenki, które ukończył ze srebrnym medalem w 1918 roku. W czasie nauki w gimnazjum brał aktywny udział w pracach młodzieżowych organizacji niepodległościowych i uczestniczył w tajnym ruchu harcerskim. W grudniu 1917 roku wszedł do naczelnictwa harcerstwa na Rusi. Na początku 1919 roku przedostał się do Warszawy, a w marcu wstąpił do Szkoły Oficerskiej Wojsk Kolejowych w Krakowie. Po jej ukończeniu, jako podchorąży rozpoczął służbę w Wojsku Polskim, jednak ze względu na zły stan zdrowia został urlopowany w lutym 1920 roku na 12 miesięcy. W 1921 roku rozpoczął studia na Wydziale Mechanicznym Politechniki Warszawskiej, po roku przeniósł się na Wydział Rolniczy Szkoły Głównej Gospodarstwa Wiejskiego w Warszawie, który ukończył z tytułem inżyniera rolnika w 1929 roku. Przez wiele lat był prezesem Koła Rolników studentów SGGW.
Równocześnie czynnie działał w harcerstwie. Od 1 września 1924 do 1930 roku był sekretarzem generalnym ZHP, członkiem Głównej Kwatery Męskiej, kierownikiem Wydziału VI Międzynarodowego i komisarzem międzynarodowym GKM. Przez siedem lat był członkiem Naczelnej Rady Harcerskiej, od 1933 roku był członkiem Rady Starszego Harcerstwa.
Od 1930 roku pracował w przedsiębiorstwie H. Cegielski Spółka Akcyjna w Poznaniu jako szef działu maszyn rolniczych. Był w Poznaniu również sekretarzem Zarządu Okręgu Wielkopolskiego ZHP, wydawał czasopismo „Harcerz”.
Po agresji III Rzeszy na Polskę we wrześniu 1939 roku uczestniczył w ewakuacji fabryki na wschód. Jako porucznik rezerwy saperów z przydziałem do 2 batalionu mostów kolejowych zgłosił się do wojska i wziął udział w obronie Lwowa. Po agresji ZSRR na Polskę i kapitulacji Lwowa przed Armią Czerwoną został wbrew warunkom kapitulacji miasta wzięty do niewoli radzieckiej i przewieziony do obozu w Starobielsku. Najprawdopodobniej zginął między 5 kwietnia a 5 maja 1940 roku w Charkowie podczas likwidacji obozu starobielskiego i spoczywa w jednej ze zbiorowych mogił w VI kwartale Parku Leśnego na Cmentarzu Ofiar Totalitaryzmu w Charkowie w Piatichatkach. Figuruje na Liście Starobielskiej NKWD, pod poz. 793. Jego symboliczny grób znajduje się na cmentarzu Powązkowskim w Warszawie (kwatera 150-4-9,10).
Jego kuzynem był adwokat i polityk narodowy – Aleksander Demidowicz-Demidecki.

## Publikacje
- Życie pogodne (1922; współautor: Tadeusz Sopoćko; ponowne wydanie w serii Przywrócić Pamięć)[6][7]
- Na tropach ludzi i zwierząt (1925; współautor: Tadeusz Sopoćko; ponowne wydanie w serii Text, Biblioteka Kręgu Płaskiego Węzła)

## Ordery i odznaczenia
- Medal Niepodległości (15 kwietnia 1932)[8]
- Srebrny Krzyż Zasługi (13 września 1926)[9]
- Miecze Hallerowskie
- Odznaka pamiątkowa Polskiej Ligi Wojennej Walki Czynnej
- Odznaka byłych Wojsk Polskich w Rosji
- Odznaka ZHP „Wdzięczności” (1925)
- Odznaka harcerska „Za Zasługę” (1926)
- Krzyż Kawalerski Orderu Korony (Belgia)
- Medal Zwycięstwa (Médaille Interalliée)
- łotewskie „Lilie Instruktorskie”[1]

## Upamiętnienie
5 października 2007 roku minister obrony narodowej Aleksander Szczygło mianował go pośmiertnie na stopień kapitana. Awans został ogłoszony 9 listopada 2007 roku w Warszawie, w trakcie uroczystości „Katyń Pamiętamy – Uczcijmy Pamięć Bohaterów”.